# PFK Montana
PFC Montana (bulgară ПФК Монтана) este o echipă de fotbal din Montana, Bulgaria.Echipa susține meciurile de acasă pe Stadionul Ogosta cu o capacitate de 8.000 de locuri.

## Foști jucători celebri
- Stilian Petrov
- Anghel Cervenkov
- Boian Ghergov
- Rumen Panaiotov
- Anatoli Tonov
- Todor Pramatarov
- Mihail Rolev
- Said Ibraimov
- Mihail Ghionin
- Plamen Prodanov
- Aleksandăr Ianakiev
- Veselin Mihailov